# Amphiporus gelatinosus
Amphiporus gelatinosus är en djurart som tillhör fylumet slemmaskar, och som beskrevs av Ernest F. Coe 1905. Amphiporus gelatinosus ingår i släktet Amphiporus och familjen Amphiporidae. Inga underarter finns listade i Catalogue of Life.